# Čalinec
Čalinec – wieś w Chorwacji, w żupanii varażdińskiej, w gminie Maruševec. W 2011 roku liczyła 572 mieszkańców.